# Distrito de Manafwa
El distrito de Manafwa se localiza al este de Uganda. Es uno de los distritos menos extensos de este país.
Como otros distritos ugandeses, su nombre proviene de su ciudad más grande y habitada, la ciudad capital del distrito, Manafwa. Este distrito posee una población de 388.751 habitantes, según cifras del censo llevado a cabo en el año 2002.
- Datos: Q1375789